# Nikolaj Menšutkin
Nikolaj Aleksandrovič Menšutkin (in russo Никола́й Алекса́ндрович Меншу́ткин?; San Pietroburgo, 24 ottobre 1842 – San Pietroburgo, 5 febbraio 1907) è stato un chimico russo.

## Biografia
A sedici anni termina gli studi alla Petrischule ed entra all'Università di San Pietroburgo dove si laurea in chimica nel 1862. Completa la sua formazione in Germania e Francia: all'Università di Tubinga con Adolph Strecker (1862), all'Università di Parigi con Adolph Wurtz (1864) e all'Università di Marburgo con Hermann Kolbe (1865). Tornato in patria riceve un master per la sua attività di ricerca all'estero e consegue il dottorato in chimica. Nel 1869 diviene professore all'Università di San Pietroburgo.

## L'attività scientifica
Per la sua tesi di dottorato Menšutkin studiò le reazioni degli acidi di fosforo scoprendo che gli idrogeni non sono equivalenti. Ma la sua fama deriva soprattutto dalla scoperta della reazione che porta alla formazione di ammonio quaternario a partire da un'ammina terziaria.